# تیم ملی فوتبال ساحلی ازبکستان
تیم ملی فوتبال ساحلی ازبکستان نماینده ازبکستان در مسابقات بین‌المللی فوتسال و یکی از تیم‌های فوتسال آسیایی است.